# Neodasygnathus juba
Neodasygnathus juba är en skalbaggsart som beskrevs av Kirby 1818. Neodasygnathus juba ingår i släktet Neodasygnathus och familjen Dynastidae. Inga underarter finns listade i Catalogue of Life.